# Хейнс, Дебора
Дебора Хейнс (англ. Deborah Haynes; род. октябрь 1976) — британская журналистка, редактор военной информации телеканала Sky News. Ранее была известна своей работой в качестве военного обозревателя газеты The Times.

## Биография
В 1999 году Хейнс окончила Кардиффский университет со степенью в области права и японского языка.
В 1999 году начала работать продюсером британского бюро японского телеканала TV Tokyo. Шесть лет работала в информационном агентстве Франс-Пресс, а также в агентстве Рейтер и газете The Times. В конце мая 2018 года было объявлено, что Хейнс покинет The Times и присоединится к телеканалу Sky News в качестве внешнеполитического редактора. Она заменила Сэма Кили, который покинул Sky News в январе того же года, чтобы присоединиться к телеканалу CNN.
Владеет японским и французским языками.

## Награды
В 2008 году Хейнс получила первую премию Бевинса и премию Amnesty International UK Media Award за свою документальное освещение опасностей, с которыми столкнулись иракские переводчики после вывода британских войск из Ирака. Хейнс также выступала за то, чтобы иракским переводчикам разрешили жить в Великобритании.
В 2011 году она была удостоена степени Honoris causa Солфордского университета в Большом Манчестере, Англия.